# Боаоский Азиатский Форум
Боаоский Азиатский Форум, БАФ (кит. упр. 博鳌亚洲论坛, пиньинь Bó'áo Yàzhōu Lùntán, англ. Boao Forum for Asia, BFA), также известен как «Восточный Давос» — неправительственная и некоммерческая международная организация, имеющая своей целью поддержку и развитие экономического обмена, взаимодействия и сотрудничества как в Азии, так и за её пределами путём проведения ежегодных встреч высокого уровня с участием представителей правительственных, деловых, промышленных и научных кругов и обсуждения актуальных экономических, социальных, экологических и др. проблем.
Учреждён в 2001 году, после Азиатского финансового кризиса, 26 странами Азиатско-тихоокеанского региона для диалога по вопросам политики и бизнеса, позднее к ним добавились ещё три страны региона. Ежегодные конференции в посёлке Боао проводятся с 2002 года.
Главный офис организации находится в посёлке Боао города Цюнхай, пров. Хайнань, КНР.
В 2018 году Боаоский азиатский форум (БАФ) прошёл 8—11 апреля. Главными темами мероприятия стали реформы, открытость, инновации и «Один пояс и один путь».
Прошедший 18—21 апреля 2021 года юбилейный Боаоский азиатский форум стал первой в том году крупной международной конференцией, прошедшей  офлайн, несмотря на продолжающуюся в мире эпидемию COVID-19. К Форуму была издана серия книг, а почта КНР выпустила серию из двух почтовых марок: одна — с изображением острова Дунъюй (кит. упр. 东屿岛), расположенного в посёлке Боао, другая — с изображением здания, где проходил Форум. Основной темой Форума была «Великие перемены в мире: участие в глобальном управлении и мощный голос инициативы „Пояс и путь“».

## Генеральные секретари БАФ
- 2001.02 — 2001.10: Аджит Сингх
- 2001.12 — 2002.12: Чжан Сян
- 2003.01 — 2010: Лун Юнту
- 2010 — 2018.04: Чжоу Вэньчжун
- 2018.04 — : Ли Баодун